# Karuo
Karuo (chữ Tạng: ཆབ་མདོ་རྫོང་; Wylie: Chab mdo rdzong; ZWPY: Qamdo Zong; tiếng Trung: 卡若区; bính âm: Karuo Qu, Hán Việt: Ca Nhã khu) là quận trung tâm của địa khu Qamdo (Xương Đô), khu tự trị Tây Tạng, Trung Quốc. 90% dân số trong quận là người Tạng. Nhiệt độ trung bình năm là 7,6 °C, dao động từ -2,3 °C vào tháng 1 đến 16,3 °C vào tháng 7. Lượng mưa trung bình năm của quận là 467 mm.

### Trấn
- Thành Quan (城关镇)
- Nga Lạc (俄洛镇)
- Ca Nhã (卡若镇)

### Hương
| - Mang Đạt (芒达乡) - Sa Cống (沙贡乡) - Nhược Ba (若巴乡) - Ai Tây (埃西乡) - Như Ý (如意乡) - Nhật Thông (日通乡) | - Sài Duy (柴维乡) - Thỏa Bá (妥坝乡) - Dát Mã (嘎玛乡) - Điện Đạt (面达乡) - Ước Ba (约巴乡) - Lạp Đa (拉多乡) |